# Куперман, Фанни Михайловна
Фанни Михайловна Куперман (1904—1983) — советский учёный-биолог, доктор биологических наук, профессор МГУ.
Специалист в области физиологии растений, автор более 30 научных работ, включая монографии и учебные пособия. Была членом Всесоюзного ботанического общества с 1948 года.

## Биография
Родилась в 1904 году.
Доктором биологических наук стала в 1949 году, защитив диссертацию на тему «Биологические особенности развития узлов кущения пшениц».
В 1948 году Ф. М. Куперман основала в Московском государственном университете при кафедре дарвинизма биолого-почвенного факультета Лабораторию биологии развития растений. В 1970-х годах в соответствии с тематикой научных исследований и учебными планами Лаборатория была включена в состав кафедры систематики и морфологии высших растений. Фанни Михайловна работала на этой кафедре в качестве профессора до конца жизни.
Областью её научных интересов было: закономерности индивидуального развития растений. Подготовила двух кандидатов наук. Основные труды:
- «Биологические основы культуры пшеницы. В 3-х т.» (1950—1956),
- «Физиология кукурузы» (соавт., 1959),
- «Биологический контроль на службу урожаю» (1961),
- «Теория индивидуального развития и пути управления природой организма» (1961),
- «Морфофизиология растений. Морфофизиологический анализ этапов органогенеза различных жизненных форм покрытосеменных растений» (1968).

Умерла в 1983 году в Москве.
Была награждена орденом «Знак Почёта» и удостоена звания Заслуженный деятель науки Кабардино-Балкарской АССР.
О Фанни Михайловне Куперман рассказывалось в документальном фильме «Хлеб для всей планеты» (1974).